# Weltmeisterschaften der Rhythmischen Sportgymnastik 2003
Die 26. Weltmeisterschaften der Rhythmischen Sportgymnastik fanden 2003 in Budapest, Ungarn statt.

## Ergebnisse

### Mehrkampf-Einzel
| Rang | Nation   | Athletin              |
| ---- | -------- | --------------------- |
| 1    | Russland | Alina Kabajewa        |
| 2    | Ukraine  | Anna Bessonowa        |
| 3    | Russland | Irina Tschaschtschina |

### Mehrkampf-Mannschaft
| Rang | Nation    | Athletin                                                                  |
| ---- | --------- | ------------------------------------------------------------------------- |
| 1    | Russland  | Wera Sessina Olga Kapranowa Irina Tschaschtschina Alina Kabajewa          |
| 2    | Bulgarien | Natalja Godunko Tamara Jerofejewa Anna Bessonowa                          |
| 3    | Belarus   | Waleria Kudrilskaja Swetlana Rudalowa Inna Schukowa Ljubou Tscharkaschyna |

### Gruppe-Mehrkampf
| Rang | Nation    | Athletin |
| ---- | --------- | --- |
| 1    | Russland  | Olesja Belugina Tatjana Kurbakowa Natalja Lawrowa Olesia Manurowa Jelena Mursina Jelena Possewina            |
| 2    | Bulgarien | Schaneta Iliewa Eleonara Keschowa Juliana Naidenowa Kristina Rangelowa Galina Tantschewa Wladyslawa Tanchewa |
| 3    | Belarus   | Natalia Alexandrewa Natalia Appolonowa Jewgenia Burlo Slatislawa Nersesjan Ilona Osjadowskaja Maria Paplyka  |
| 3    | Italien   | Elisa Blanchi Fabrizia D’Ottavio Marinella Falca Daniela Masseroni Pamela Mastroianni Elisa Santoni          |

### Gruppe-Mehrkampf mit einem Gerät
| Rang | Nation    | Athletin |
| ---- | --------- | --- |
| 1    | Russland  | Olesja Belugina Tatjana Kurbakowa Natalja Lawrowa Olesia Manurowa Jelena Mursina Jelena Possewina            |
| 2    | Bulgarien | Schaneta Iliewa Eleonara Keschowa Juliana Naidenowa Kristina Rangelowa Galina Tantschewa Wladyslawa Tanchewa |
| 3    | Italien   | Elisa Blanchi Fabrizia D’Ottavio Marinella Falca Daniela Masseroni Pamela Mastroianni Elisa Santoni          |

### Gruppe-Mehrkampf mit zwei Geräten
| Rang | Nation    | Athletin |
| ---- | --------- | --- |
| 1    | Russland  | Olesja Belugina Tatjana Kurbakowa Natalja Lawrowa Olesia Manurowa Jelena Mursina Jelena Possewina            |
| 2    | Bulgarien | Schaneta Iliewa Eleonara Keschowa Juliana Naidenowa Kristina Rangelowa Galina Tantschewa Wladyslawa Tanchewa |
| 3    | Italien   | Elisa Blanchi Fabrizia D’Ottavio Marinella Falca Daniela Masseroni Pamela Mastroianni Elisa Santoni          |

### Ball
| Rang | Nation   | Athletin       |
| ---- | -------- | -------------- |
| 1    | Russland | Alina Kabajewa |
| 2    | Ukraine  | Anna Bessonowa |
| 3    | Belarus  | Inna Schukowa  |

### Band
| Rang | Nation    | Athletin           |
| ---- | --------- | ------------------ |
| 1    | Russland  | Alina Kabajewa     |
| 2    | Ukraine   | Anna Bessonowa     |
| 3    | Bulgarien | Elisabeth Paisjewa |

### Keulen
| Rang | Nation   | Athletin              |
| ---- | -------- | --------------------- |
| 1    | Ukraine  | Anna Bessonowa        |
| 2    | Russland | Alina Kabajewa        |
| 3    | Russland | Irina Tschaschtschina |

### Reifen
| Rang | Nation   | Athletin              |
| ---- | -------- | --------------------- |
| 1    | Ukraine  | Anna Bessonowa        |
| 2    | Russland | Alina Kabajewa        |
| 3    | Russland | Irina Tschaschtschina |

### Medaillenspiegel
| Rang | Nation    | Gold | Silber | Bronze | Gesamt |
| ---- | --------- | ---- | ------ | ------ | ------ |
| 1    | Russland  | 7    | 2      | 3      | 12     |
| 2    | Ukraine   | 2    | 4      | -      | 6      |
| 3    | Bulgarien | -    | 3      | 1      | 4      |
| 4    | Italien   | -    | -      | 3      | 3      |
| 4    | Belarus   | -    | -      | 3      | 3      |